# Curd Lessig

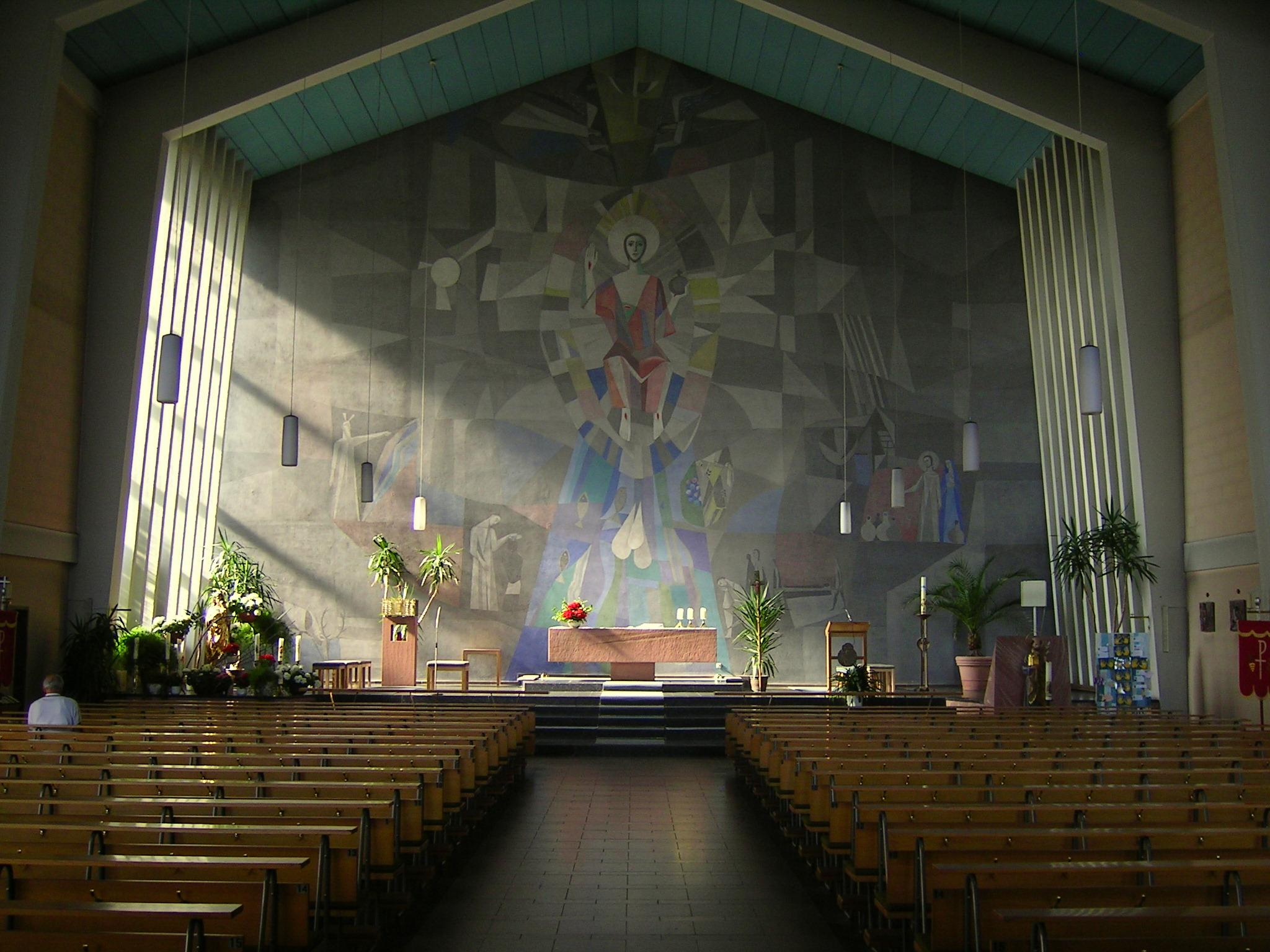
St. Laurentius, Bad Bocklet

Curd Lessig (* 22. November 1924 in Stuttgart; † 23. Mai 2019) war ein in Würzburg lebender Maler, Grafiker und Gestalter von Kirchenfenstern.

## Leben und Werk
Curd Lessig studierte von 1939 bis 1940 Malerei unter Heiner Dikreiter. Von 1940 bis 1942 folgte eine Lehre als Kirchenmaler bei der Firma Menna in Würzburg, nebenbei besuchte er Abendkurse bei Dikreiter. 1942 wurde er zum Kriegsdienst eingezogen, August 1944 geriet er in amerikanische Gefangenschaft, aus der er 1946 entlassen wurde.
1947 war Lessig Gründungsmitglied des Berufsverbandes bildender Künstler (BBK) Ober- und Unterfranken in Bamberg. Von 1948 bis 1959 studierte er Malerei an der Akademie der Bildenden Künste München bei Walther Teutsch (1883–1964). Er arbeitete als Kirchenmaler und Restaurator für die Firma Menna in vielen fränkischen, hessischen und westfälischen Kirchen.
Im März 1957 machte Lessig sich selbstständig mit eigenem Atelier und befasste sich mit Glasfenstergestaltung, Malerei, Grafik und Landschaftsgouachen. 1962 folgte der Umzug in ein eigenes Haus mit Atelier. Er erhielt öffentliche Aufträge und gewann Wettbewerbe mit Mosaiken, Wandmalereien und Fresken, vor allem aber mit Glasfenstern. Sein Werkverzeichnis weist über 400 Beispiele auf, von der Bundeswehrkaserne bis zur Aussegnungshalle, von der Schule bis zur Kirche. Im Bereich Druckgrafik nutzte er die Techniken Linolschnitt, Radierung, Lithographie und Serigrafie; dazu kamen Tusche- und Federzeichnungen sowie Zeichnungen mit Bunt- und Bleistift.
Studienreisen führten Lessig durch Europa, Ägypten, Mexiko, Indien, Burma, Thailand, China und Japan.

## Preise und Auszeichnungen
- 1982: Goldener Zentauro, sowie weitere Preise in Italien
- 1991: Verleihung des Kulturpreises der Stadt Würzburg durch OB Jürgen Weber
- 2004: Kulturpreis der Weinbruderschaft Franken
- 2009: Kulturpreis des Bezirks Unterfranken

## Werke (Auswahl)
- 1960er: Kreuzbild in der Christuskirche in Schweinfurt

## Ausstellungen (Auswahl)
- 1977: Minigalerie am Abend in Schweinfurt
- 1982: Galerie am Stephansberg in Bamberg
- 1984: Städtische Galerie in Würzburg
- 1989: Otto-Richter-Kunsthalle in Würzburg
- 1999: Spitäle in Würzburg
- 2001: „Veitshöchheimer Hofgarten – ein Garten für Pegasus“, Simon Höchheimer Gesellschaft Veitshöchheim
- 2004: „Werke aus sechs Jahrzehnten“ zum 80. Geburtstag, im Martin von Wagner Museum in Würzburg
- 2005: Galerie Spitäle in Würzburg
- 2008: „Mythen-Bilder“, Knauf-Museum Iphofen
- 2009: „Curd Lessig auf Reisen“, im Martin von Wagner Museum in Würzburg
- 2010: „Landschaften“, Kunsthaus Michel Würzburg
- 2012: „Von fremden und vertrauten Orten“, Werke von Künstlern aus Franken und der Oberpfalz
- 2014: Spitäle Würzburg, zum 90. Geburtstag
- 2014: BBK-Künstlerhaus Würzburg
- 2015: Museum im Kulturspeicher